# Samarina
Samarina (gr. Σαμαρίνα, arum. Samarina, Xamarina) – miejscowość w Grecji, w administracji zdecentralizowanej Epir-Macedonia Zachodnia, w regionie Macedonia Zachodnia, w jednostce regionalnej Grewena, w gminie Grewena. W 2011 roku liczyła 378 mieszkańców.
Najwyżej położona miejscowość w Grecji zamieszkiwana do niedawna przez greckich Wołochów - Arumunów, współcześnie w większości już zasymilowanych (zob. Corlu Mari).

## Historia
W 1880 roku w Samarinie powstała szkoła arumuńska T. Shomu.
W Samarinie urodzili się Alcybiades Diamandi oraz Mikołaj Matussi, przywódcy Księstwa Pindosu - efemerycznego bytu quasi-państwowego w czasie II wojny światowej.